# La Collection 81-89
La Collection 81-89 est un coffret du chanteur français Jean-Jacques Goldman sorti en 2008, composé de six CD, d'un DVD et d'un livret comprenant textes et photos.

## Contenu du coffret

### Réédition en CD des cinq premiers albums de Jean-Jacques Goldman
- Jean-Jacques Goldman (Démodé)
- Jean-Jacques Goldman (Minoritaire)
- Positif
- Non homologué
- Entre gris clair et gris foncé

Chaque CD est dans un fourreau reproduisant la pochette du vinyle initial.

### DVD souvenirs de tournée
Il contient les vidéos :
- Carnet de route 1981 à 1986 ;
- Traces.

### Livret
Ce livret de soixante-quatre pages contient :
- les textes des chansons des albums ;
- les photos des pochettes de tous ses singles ;
- un message manuscrit de Jean-Jacques Goldman :

« Septembre 2008 - Presque trente ans déjà… Et pourtant toutes ces images qui reviennent, intactes : Enthousiasme, obsession, maladresses, énergie. Et la chance inouïe d'avoir été entendu. Avec tant de reconnaissance, JJG ».